# Паолуччи, Антонио
Антонио Паолуччи (итал. Antonio Paolucci; 29 сентября 1939[…], Римини, Эмилия-Романья — 4 февраля 2024, Флоренция) — итальянский историк искусства и политик, министр культурного и природного наследия (1995—1996).

## Биография
Родился 29 сентября 1939 года в Римини, изучал во Флоренции историю искусства у Роберто Лонги, стажировался в Болонье у Франческо Арканджели. В 1969 году начал профессиональную карьеру в Министерстве культуры в должности инспектора Управления исторического и художественного наследия Флоренции. С 1980 по 1986 год работал последовательно в Венеции, Вероне и Мантуе, а также во Флоренции на так называемой Фабрике инкрустации — учебном заведении Министерства культуры, занятом сохранением и реставрацией предметов искусства. С 1988 года возглавлял управления по сохранению художественных и исторических ценностей Флоренции, Прато и Пистойи; в 1993 году определял ущерб, причиненный галерее Уффици терактом на виа деи Джеоргофили. С января 1995 по май 1996 года являлся министром культурного наследия в правительстве Дини. В 1997 году после землетрясения в Умбрии и Марке был назначен чрезвычайным комиссаром по реставрации базилики Святого Франциска в Ассизи. В 2002 году возглавил объединение музеев Флоренции, в 2004 году стал региональным директором исторического, художественного и пейзажного наследия Тосканы, в 2005 году несколько недель исполнял обязанности директора галереи Уффици. В 2006 году ушёл на пенсию, но в апреле 2007 года Высший совет культурного наследия избрал его вице-президентом.
4 декабря 2007 года папа римский Бенедикт XVI назначил Паолуччи директором музеев Ватикана.

## Избранные труды
- A. Paolucci, Il laboratorio del restauro a Firenze, Istituto bancario San Paolo di Torino, 1986.
- A. Paolucci, Battistero di San Giovanni a Firenze, 1994.
- A. Paolucci, Museo Italia: diario di un soprintendente-ministro, Sillabe, Livorno, 1996.
- A. Paolucci, Michelangelo, le Pietà, 1997.
- A. Paolucci, Mille anni di arte italiana, Giunti, Firenze, 2006.

## Награды
- Орден Франциска Скорины (7 марта 2017 года, Белоруссия) — за значительный личный вклад в развитие культурного сотрудничества между Республикой Беларусь и Ватиканом[7].